# ロビン・フッド (1973年の映画)
『ロビン・フッド』（原題：Robin Hood）は、1973年11月8日にアメリカ合衆国で公開されたウォルト・ディズニー・プロダクションの長編アニメーション映画である。日本では1975年7月19日に公開された。日本での同時上映は「プーさんと虎」。

## 解説
原作は中世イングランドの伝説『ロビン・フッド』。この物語を、『狐物語』を原案としてアレンジした作品であり、『おしゃれキャット』に続くドル箱シリーズの第2弾である。1940年代に企画されたが、ウォルト・ディズニーは主人公が義賊だったために制作を見送った。そして、何年もかけて多くの脚本家やアニメーターらによってストーリーやスケッチが作られ、その数はスケッチだけで25万枚に達する。その間に初の実写映画『宝島』が制作され、その制作スタッフの1人である美術監督のケン・アンダーソンがウォルトに再度、この案を提出した。1966年にウォルトが死去した後、ウォルフガング・ライザーマンらによってキャラクターを皆、動物にアレンジする手直しが加えられ、構想から20年以上たってアニメ化が実現した。セル画枚数は10万枚。背景画枚数は800枚。

## 物語
舞台は動物の世界のイングランド。そこのシャーウッドの森にロビン・フッドはリトル・ジョンと義賊として住んでいる。貴族からお金を巻き上げて貧しい人たちに分け与えたりして、周囲の人々から慕われている。そのため、いつもプリンス・ジョンの手先に狙われているが、逃げるのも遊びの一つとして基本的には楽しく暮らしていた。そんな中、プリンス・ジョンは税金と称してその日暮しの国民たちからお金を取り上げてしまう。ロビン・フッドは仲間のリトル・ジョンやタック神父たちと力を合わせて、リチャード王を呼び戻そうと団結する。

## 登場キャラクター

### ロビン・フッドと味方たち
ロビン・フッド（キツネ）
主人公。プリンス・ジョンが人々たちから巻き上げたお金を取り返し、国民たちに返している陽気な義賊。変装の達人で弓矢の腕前が優れていて、剣術も優れている。マリアンに恋心を抱いている。指名手配されているが、国民のほぼ全員が彼の味方である上に、プリンス・ジョン配下の兵隊達が間抜けである事もあって、捕まえられることはない。最後はマリアンと結婚する。
リトル・ジョン（クマ）
ロビン・フッドの相棒。ロビンとは異なり、ぽっちゃりした体型。腕力が強い。ロビン・フッド同様陽気な性格。
マリアン（キツネ）
「マリアン姫」と呼ばれているリチャード王の姪。ロビン・フッドに恋心を抱いている、明るく元気な夢見る女の子。国民を平等に接している。最後はロビンと結婚する。劇中歌の「Phony King of England」では『おしゃれキャット』の主人公ダッチェスが「みんな猫になりたいのさ(Ev'rybody Wants to Be a Cat)」で踊ったダンスと同じダンスをし、尻尾をロングスカートで隠しているのに尻から出ている場面がある。その後のダンスシーンは白雪姫のダンスと同じ。
タック（アライグマ）
ノッティンガムの神父。ロビン・フッドの協力者で、ロビン・フッドから渡されたお金を人々に配っている。
レディ・クラック（ニワトリ）
マリアンの乳母。茶目っ気があり、マリアンとロビン・フッドの恋を応援している。戦闘能力がかなり高い肝っ玉。
スキッピー（ウサギ）
バンダイ版ではスキッパー。たくさんの家族と暮らす男の子で、ロビン・フッドに憧れている。
シス（ウサギ）
スキッピーとタガロングの姉。大きなリボンがチャームポイントの女の子。
タガロング（ウサギ）
スキッピーとシスの妹。いつもウサギのぬいぐるみを抱き抱えている。
トビー・タートル（カメ）
スキッピーの親友。丸眼鏡と帽子が特徴で、少々気が弱い男の子。
リチャード王（ライオン）
プリンス・ジョンの兄。傍若無人な弟とは正反対に正義感が強く、国民から厚い信頼を寄せられる勇猛果敢なイングランドの国王。タック神父とは親交の深い間柄。ヒスの催眠術で十字軍の遠征に向かったが、物語終盤に帰還し、ロビン・フッドと姪のマリアン姫の結婚を祝福した。
アラナデール（ニワトリ）
吟遊詩人。本作の狂言回し。

### 敵
プリンス・ジョン（ライオン）
イングランドの王子。兄である立派で正義感の強いリチャード王が十字軍の遠征で不在のため、代わりに政治をしているが、ママと言いながら片耳の耳たぶを触り、反対の手で親指をしゃぶる癖を持つ極度のマザコンにして子供っぽい性格で、国民からは嫌われており、忠誠を誓っているヒスやシェリフからも内心では小馬鹿にされている節もある。
ヒス（ヘビ）
プリンス・ジョンの宰相。勘や機転が鋭く、プリンス・ジョンの配下の中では一番有能であるものの、王に小言や助言（いずれも的を射た真っ当な意見）などを言ってもまったく聞いてもらえず、毎回とばっちりを受けてしまう。催眠術の使い手で、劇中では度々プリンス・ジョンに催眠療法を施している。
ノッティンガムのシェリフ（オオカミ）
ノッティンガムの保安官。プリンス・ジョンの命令に従い、人々から税金を巻き上げ、乞食や子供の誕生日プレゼント、教会の募金箱からもお金を取り上げる始末。お尋ね者であるロビン・フッドを付け狙っている。
トリガー、ナッツィ（ハゲタカ）
シェリフの部下。

## キャスト
| 役名                     | 原語版声優                 | 日本語吹き替え              | 日本語吹き替え |
| 役名                     | 原語版声優                 | 劇場公開版 （追加収録部分） | バンダイ版     |
| ------------------------ | -------------------------- | --------------------------- | -------------- |
| ロビン・フッド           | ブライアン・ベッドフォード | 大宮悌二 （稲葉実）         | 江原正士       |
| リトル・ジョン           | フィル・ハリス             | 台詞：八木光生 歌：世良明芳 | 吉水慶         |
| マリアン姫               | モニカ・エヴァンス         | 新道乃里子                  | 土井美加       |
| スキッピー               | ビリー・ウィテカー         | 宮川陽介                    | 土井美加       |
| タック神父               | アンディ・ディヴァイン     | 肝付兼太                    | 小山武宏       |
| レディ・クラック         | キャロル・シェリー         | 平井道子                    | 北村昌子       |
| マザー・ラビット         | バーバラ・ルディ           | 麻生美代子                  | 小沢寿美恵     |
| リトル・シスター         | バーバラ・ルディ           | 麻生美代子                  | 後藤真寿美     |
| シス                     | ダナ・ローリタ             |                             | 蒲池高子       |
| タガロング               | ドリ・ウィテカー           |                             | 下川久美子     |
| トビー・タートル         | リッチー・サンダース       | 林泰文                      | 牛山茂         |
| セクストン・マウス       | ジョン・フィードラー       | 二又一成                    | 牛山茂         |
| サー・ヒス               | テリー=トーマス            | 槐柳二                      | 牛山茂         |
| オットー                 | J・パット・オマリー        | 大竹宏                      | 仲野裕         |
| プリンス・ジョン         | ピーター・ユスティノフ     | 川久保潔                    | 内田稔         |
| リチャード王             | ピーター・ユスティノフ     | 渡部猛                      | 関時男         |
| ノッティンガムのシェリフ | パット・バトラム           | 沢りつお                    | 遠藤征慈       |
| トリガー                 | ジョージ・リンゼイ         | 北村弘一 （長島雄一）       | 岡田吉弘       |
| ナッツィ                 | ケン・カーティス           | 作間功 （鈴木勝美）         | 金尾哲夫       |
| クロコダイル             | キャンディ・キャンディード | 雨森雅司 （島香裕）         | 逢坂秀実       |
| アラナデール             | ロジャー・ミラー           | 上條恒彦                    | 西本裕行       |

- 劇場公開版：1975年公開。ポニーキャニオン発売のVHSや、現在発売されているソフト（DVD）に収録。

※DVDでは一部台詞（「乞食」など）の変更・追加収録を行っており、その際故人などの各声優の部分は別の声優が代役を務めた。
- バンダイ版：バンダイから発売さたソフト（VHSのみ）に収録。

## スタッフ
| 企画統括                                           | ウォルト・ディズニー |
| 製作総指揮                                         | ドン・B・テータム |
| 製作                                               | E・カードン・ウォーカー |
| 脚本                                               | ラリー・クレモンズ、フランク・トーマス、ジュリアス・スヴェンセン、ヴァンス・ジェリー、エリック・クレワース、デイヴ・ミッチェナー         |
| 脚本監修 キャラクターデザイン                      | ケン・アンダーソン |
| 音楽                                               | ジョージ・ブランズ |
| オーケストレーション                               | ウォルター・シーツ |
| ロビン・フッド（コウノトリ）担当作画監督           | フランク・トーマス |
| リトル・ジョン、アラナデール担当作画監督           | ミルト・カール |
| マリアン、プリンス・ジョン、サー・ヒス担当作画監督 | オリー・ジョンストン |
| クロコダイル、シェリフ担当作画監督                 | ジョン・ラウンズベリー |
| 作画監督補佐                                       | デイル・オリヴァー、ボブ・マクレイ、チャック・ウィリアムズ、スタン・グリーン                                                             |
| レイアウト                                         | バジル・デヴィドヴィチ、シルヴィア・ローマー、ジョー・ヘイル、エド・テンプラー                                                           |
| リトル・ジョン、トリガー、ナッツィ担当原画         | エリック・ラーソン |
| 原画                                               | ハル・キング、アート・スティーヴンズ、クリフ・ノードバーグ、バーニー・マッティンソン、ドン・ブルース、デイル・ベア、フレッド・ヘルミック |
| エフェクト原画                                     | ダン・マクマナス、ジャック・バックリー                                                                                                   |
| 動画                                               | フロイド・ノーマン |
| 美術監督                                           | ドン・グリフィス |
| 背景                                               | ビル・レイン、ラルフ・ヒューレット、アン・ガンザー                                                                                       |
| 色彩設計                                           | アル・デンプスター |
| 撮影                                               | ボブ・ブロートン |
| 録音                                               | ハーブ・テイラー |
| 音響効果                                           | ジム・マクドナルド |
| 音楽編集                                           | イヴリン・ケネディ |
| 編集                                               | トム・アコスタ、ジェームズ・メルトン |
| 助監督                                             | エドワード・ハンセン、ダン・アルガイア、ジェフリー・パッチ                                                                               |
| 制作担当                                           | ドン・ダックウェル |
| アニメーション制作                                 | ウォルト・ディズニー・プロダクション |
| プロデューサー 監督                                | ウォルフガング・ライザーマン |
| 配給                                               | ブエナ・ヴィスタ・ホーム・エンターテイメント                                                                                             |

## 挿入歌
| 曲名                                                               | 作詞                   | 作曲               |
| ------------------------------------------------------------------ | ---------------------- | ------------------ |
| ホイッスル・ストップ Whistle-Stop                                  | ロジャー・ミラー       | ロジャー・ミラー   |
| オー・ディ・レイリー Oo De Lally                                   | ロジャー・ミラー       | ロジャー・ミラー   |
| ノット・イン・ノッティンガム Not In Nottingham                     | ロジャー・ミラー       | ロジャー・ミラー   |
| ザ・フォニー・キング・オブ・イングランド The Phony King of England | ジョニー・マーサー     | ジョニー・マーサー |
| ラブ Love                                                          | フロイド・ハドルストン | ジョージ・ブランズ |